# Десорбція газу
Десорбція газу (рос. десорбция газа; англ. gas desorption; нім. Gasaustreibung f, Gasdesorption f) — видалення газу із поглиначів, що використовуються при абсорбційному і адсорбційному очищенні газів.
Десорбція газу з поверхні твердого поглинача (адсорбенту) здійснюється в основному його нагріванням і зниженням тиску над ним, що приводить до виділення газу із пор адсорбенту. Проводиться в адсорбері і являє собою одну із стадій селективного очищення газів від шкідливих домішок (наприклад, при очищенні природного газу від сірководню цеолітами чи осушуванні газу). Адсорбер працює почергово в режимах адсорбції і десорбції.